# タイ・プレミアリーグ1997
タイ・プレミアリーグ1997は、1996-97シーズンに創設されてから2シーズン目のタイ・プレミアリーグである。スポンサーであるジョニー・ウォーカーの名を冠し、大会名はジョニー・ウォーカー・タイランド・サッカーリーグ（タイ語: จอห์นนี วอล์กเกอร์ ไทยแลนด์ ซอกเกอร์ ลีก, 英語: Johnnie Walker Thailand Soccer League）。

## 概要
1997年シーズンは、新規参入や昇格したチームはなく、昨年のタイ・プレミアリーグ1996-97で残留した12チームで争われた。
ロイヤル・タイ・エアフォースが初優勝を果たした。ロイヤル・タイ・エアフォースはアジアクラブ選手権1998-99の出場権を獲得したが、経済的な理由により辞退した。同様の理由で3位のバンコク・バンク、4位のポート・オーソリティ・オブ・タイランドも辞退したため、最終的に5位のテロ・サーサナが出場権を獲得した。2位のシンタナはシンハーFAカップ1997で優勝し、アジアカップウィナーズカップ1998-99の出場権を獲得した。
最下位のロイヤル・タイ・ネイビー、入れ替え戦でタイ・ディヴィジョン1リーグ2位のオーソットサパーに敗れたロイヤル・タイ・ポリスはディヴィジョン1リーグへ降格する。
テロ・サーサナのワラウート・スリマカが17得点で得点王に輝いた。年間最優秀選手にはシンタナのSeksan Piturat、同最優秀監督にはロイヤル・タイ・エアフォースのピヤポン・ピウオンが選出された。

## 所属チーム（1997年）
- バンコク・バンク

- バンコク・メトロポリタン・アドミニストレーション1

- タイ・ファーマーズ・バンク

- TOT

- UCOMラパチャ

- シンタナ

- ロイヤル・タイ・エアフォース

- ロイヤル・タイ・アーミー

- ロイヤル・タイ・ネイビー

- ロイヤル・タイ・ポリス

- ポート・オーソリティ・オブ・タイランド

- テロ・サーサナ2

### チーム名の変更
1 ストック・エクスチェンジ・オブ・タイランドFC（タイ証券取引所FC）は、バンコク・メトロポリタン・アドミニストレーションFC（バンコク首都圏庁FC）に変更した。

2 シンハー・テロ・サーサナFCは、テロ・サーサナFCに変更した。

## 順位表
| 順位 | チーム                                           | 試 | 勝 | 分 | 敗 | 得 | 失 | 差  | 勝点 | 備考                                 |
| ---- | ------------------------------------------------ | -- | -- | -- | -- | -- | -- | --- | ---- | ------------------------------------ |
| 1    | ロイヤル・タイ・エアフォース (C)                 | 22 | 14 | 3  | 5  | 45 | 23 | +22 | 421  |                                      |
| 2    | シンタナ                                         | 22 | 13 | 3  | 6  | 32 | 25 | +7  | 42   | アジアカップウィナーズカップ1998-992 |
| 3    | バンコク・バンク                                 | 22 | 11 | 5  | 6  | 34 | 23 | +11 | 38   |                                      |
| 4    | ポート・オーソリティ・オブ・タイランド           | 22 | 9  | 5  | 8  | 36 | 35 | +1  | 32   |                                      |
| 5    | テロ・サーサナ                                   | 22 | 8  | 7  | 7  | 32 | 26 | +6  | 31   | アジアクラブ選手権1998-993           |
| 6    | タイ・ファーマーズ・バンク                       | 22 | 7  | 9  | 6  | 31 | 31 | 0   | 30   |                                      |
| 7    | バンコク・メトロポリタン・アドミニストレーション | 22 | 8  | 5  | 9  | 22 | 21 | +1  | 29   | BMA 4-3 TOT                          |
| 8    | TOT                                              | 22 | 8  | 5  | 9  | 32 | 33 | -1  | 29   | BMA 4-3 TOT                          |
| 9    | ロイヤル・タイ・アーミー                         | 22 | 7  | 4  | 11 | 31 | 45 | -14 | 25   |                                      |
| 10   | UCOMラパチャ                                     | 22 | 6  | 6  | 10 | 26 | 32 | -6  | 24   |                                      |
| 11   | ロイヤル・タイ・ポリス                           | 22 | 4  | 10 | 8  | 19 | 25 | -6  | 22   | TPL・DIV1入れ替え戦                  |
| 12   | ロイヤル・タイ・ネイビー                         | 22 | 3  | 6  | 13 | 20 | 41 | -21 | 15   | ディヴィジョン1リーグ降格            |

1 ロイヤル・タイ・エアフォースはスパンブリー県でシンタナ戦を行うことを拒否したため、勝ち点3剥奪。

2 シンハーFAカップ1997優勝。

3 ロイヤル・タイ・エアフォース、バンコク・バンク、ポート・オーソリティ・オブ・タイランドが経済的な理由で辞退したことによる繰り上がり。
- Thailand 1997 - RSSSF (Rec.Sport.Soccer Statistics Foundation)

## TPL・DIV1入れ替え戦
11位のロイヤル・タイ・ポリスとタイ・ディヴィジョン1リーグ2位のオーソットサパーが対戦した。第1戦は1998年2月17日、第2戦は同20日に実施された。ロイヤル・タイ・ポリスはディヴィジョン1リーグに降格し、オーソットサパーはタイ・プレミアリーグに昇格する。
| チーム1                | 結果  | チーム2          |
| ---------------------- | ----- | ---------------- |
| ロイヤル・タイ・ポリス | 0 - 1 | オーソットサパー |

## 表彰
- 得点王 :  ワラウート・スリマカ （テロ・サーサナ）
- 年間最優秀選手賞 :  セークサン・ピトゥラット （シンタナ）
- 年間最優秀監督賞 :  ピヤポン・ピウオン （ロイヤル・タイ・エアフォース）

## FAカップ
タイFAカップ1997は、チュラ・シンタナが優勝した。シンタナはアジアカップウィナーズカップ1998-99出場権を獲得した。

## コー・ロイヤルカップ
コー・ロイヤルカップ1997は、プレミアリーグ2位のチュラ・シンタナが同優勝のロイヤル・タイ・エアフォースに勝利した。

## タイ・ディヴィジョン1リーグ
タイ・ディヴィジョン1リーグ1997-98は、クルン・タイ・バンクが優勝した。2位のオーソットサパーはTPL・DIV1入れ替え戦でロイヤル・タイ・ポリスに1-0で勝利した。クルン・タイ・バンク、オーソットサパーは来シーズンのプレミアリーグに昇格する。